# Pseudepierus italicus
Pseudepierus italicus är en skalbaggsart som först beskrevs av Gustaf von Paykull 1811.  Pseudepierus italicus ingår i släktet Pseudepierus och familjen stumpbaggar. Inga underarter finns listade i Catalogue of Life.